# 唐芋標準語
唐芋標準語（からいもひょうじゅんご）とは、主に鹿児島県やその周辺（いわゆる南九州エリア）で使われる新方言の一種である。「カライモ普通語」と称される場合もある。元々は訛りの強い鹿児島県人が、むりやり標準語を話したさまを揶揄した俗語であったが、近年は鹿児島県人が公用語として話す「語り口」を指す。鹿児島弁は各地で語彙や言い回しに差が激しいため、イントネーションはそのままで語彙を標準語に置き換え（鹿児島訛り）、意思の疎通を図りやすくした。公の場ではもっぱら多用されている。

## 実例
応対のイントネーションに鹿児島訛りがしばしば強く見られる有名人。
- AI
- 大園桃子
- イワクラ（お笑いコンビ・蛙亭のメンバー。鹿児島県に隣接する宮崎県小林市出身。）
- 大園玲